# Centrum Handlowe Krokus
Centrum Handlowe Krokus – centrum handlowe, znajdujące się w Krakowie, przy alei gen. Tadeusza Bora Komorowskiego 37, w dzielnicy XV, w Mistrzejowicach. Położone jest w bezpośrednim sąsiedztwie Centrum Handlowego Serenada oraz parku wodnego.
Centrum Handlowe Krokus zostało otwarte w październiku 1997 roku i było wówczas jednym z pierwszych centrów handlowych w Krakowie. Budynek centrum został zaprojektowany przez Krzysztofa Ingardena. Początkowo nosiło nazwę „King’s Cross”.
Pod koniec 2018 roku rozpoczęła się rozbudowa galerii, która zakończyła się pod koniec 2020 roku. W ramach niej, przy galerii wybudowano dwukondygnacyjny parking. Na dachu nowego parkingu wybudowano strefę rekreacyjno-restauracyjną.
W 2016 roku Centrum Handlowe Krokus zostało sprzedane przez firmę Valad Europe, przedsiębiorstwu Mayland, będącym właścicielem sąsiedniego Centrum Handlowego Serenada.
Centrum handlowe ma powierzchnię 30 tys. m². Przy budynku znajduje się parking, na który składa się 1100 miejsc parkingowych.
W 2021 roku w centrum przebudowano część drugiej kondygnacji, na jedną powierzchnię handlową o powierzchni 1000 m².
W Centrum Handlowym Krokus znajduje się ok. 32 sklepów oraz część gastronomiczna. Dla klientów dostępnych jest 1100 miejsc parkingowych na położonym obok parkingu dwukondygnacyjnym. Galeria ma dwa piętra.